# حزب سوريا الوطن
حزب سوريا الوطن (بالإنجليزية Souria Al Watan Party) حزب سياسي سوري معارض مرخص تأسس في دمشق 25 آذار سنة 2012.
ترأس الحزب منذ تأسيسه السيدة مجد نيازي وحتى وفاتها سنة 2019.

## البداية
إثر تعديل الدستور السوري وصدور قانون الأحزاب، صدر قرار بالترخيص لحزب سوريا الوطن، وذلك بعد التصديق عليه من قبل لجنة شؤون الأحزاب وموافقة وزارة الداخلية، وأصبح وفقا للقانون الحزب التاسع من الاحزاب المرخصة في سوريا.

## أهداف الحزب
مواطنة… كرامة…محبّة

## المبادئ الأساسية
- وحدة تراب سوريا
- قدسية الوحدة الوطنية
- المواطنة
- تحقيق الحرّيات الفردية والعامة
- الشباب عماد الوطن وبناة المستقبل
- دولة القانون والمؤسّسات
- تحقيق التنمية المستدامة الشاملة والمتوازنة
- الدين لله والوطن للجميع

## دستور الحزب

### المادة الأولى
1. سوريا مهد الحضارات ومنطلق لها، تستطيع بمقدراتها أن تكون بمصاف الدول المتقدمة، وأن تحقق لشعبها ما يليق بإرثه الحضاري والفكري والوطني.
2. حزب سوريا الوطن هو تنظيم سياسي اجتماعي وطني، ينطلق من الولاء لسوريا أرضاً وشعباً، ويدافع عن السيادة الوطنية ضد أي مساس.
3. يعبّر حزب سوريا الوطن عن تطلعاتنا كسوريين في النهوض بسوريا دولةً ديمقراطية تعددية، تسودها العدالة الاجتماعية، وتكفل حقوق المواطنة، وبناء عقد اجتماعي جديد على أساس ضمان واحترام حقوق الإنسان، في مجتمع ترسي دعائمه الوحدة الوطنية، والكرامة، والتسامح، والمحبة.
4. يسعى الحزب للوصول بسوريا إلى المكانة التي تليق بها لتكون في مصاف الدول المتقدمة، من خلال تفعيل دور الشباب في بناء الوطن.
5. كل ذلك في ضوء الدستور والقوانين السوريّة، وفي مقدّمتها قانون الأحزاب الصادر بالمرسوم التشريعي رقم / 100 / لعام 2011 ، ولائحته التنفيذيّة.

### المادة الثانية
الرؤية:
نهضة وطنية موحّدة، سياسية واقتصادية واجتماعية.

### المادة الثالثة
أهداف حزب سوريا الوطن:
مواطنة... كرامة...محبّة

### المادة الرابعة
المبادئ الأساسية لحزب سوريا الوطن

#### 1ـ وحدة تراب سوريا
إنّ جغرافيا الأرض السورية بوحدتها وتنوعها، هي بحد ذاتها قيمة تاريخية حضارية، تشكل سوريا الوطن التي كانت ولم تزل تقدّم للعالم الفكر الإنساني المتجدد.

#### 2- قدسية الوحدة الوطنية
إنّ التنوّع القومي والعرقي والديني والطائفي والمذهبي، يشكّل ثروة لسوريا وللمجتمع السوري، ويؤمن الحزب بأن هذا التنوّع يشكّل أرضاً خصبة لنهضة حضارية وإنسانية تقدّم سوريا من خلالها نموذجاً راقياً للعالم.

#### 3- المواطنة
تحقيق مفهوم المواطنة من خلال التساوي في الحقوق والواجبات دون تمييز من ناحية الجنس، أو الدين، أو العرق، أو اللون، أو الانتماء السياسي، أو أي مظهر من مظاهر التمييز.

#### 4- تحقيق الحرّيات الفردية والعامة
يؤكد الحزب أن الحرية بمفهومها المنظّم البعيد عن الحرية المطلقة هي حاجة بشرية وإنسانية متلازمة مع وجوده، يسعى الحزب إلى تحقيقها للفرد والمجتمع، بما يكفل صيانة الحريات العامة.

#### 5- الشباب عماد الوطن وبناة المستقبل
بما أنّ الشباب هم طليعة المجتمع وعموده الفقري، وقوّته النشطة والفاعلة والقادرة على بناء سوريا الحديثة، فإنّ حزب سوريا الوطن يرى ضرورة صقل مهاراتهم ومقدّراتهم وتفعيل دورهم في المساهمة باتّخاذ القرار والمشاركة في شتى المجالات.

#### 6- دولة القانون والمؤسّسات
إنّ سيادة القانون تؤدّي إلى تعزيز مسار الديمقراطية والاهتمام بحقوق الإنسان وحرّياته الأساسية لذا يرى حزب سوريا الوطن أنّ فصل السلطات الثلاث ( التشريعية – التنفيذية – القضائية ) والحفاظ على التعاون فيما بينها، يضمن استقلال مؤسّسات الدولة ويحقق للمؤسّسات تأدية دورها في خدمة الوطن والمواطن.

#### 7- تحقيق التنمية المستدامة الشاملة والمتوازنة
يسعى حزب سوريا الوطن إلى تطوير استثمار الموارد الطبيعية، والبشرية، وتوجيه الاستثمارات في الأرض والمدن والمجتمعات لتلبّي احتياجات الحاضر دون المساس بقدرة الأجيال القادمة على تلبية حاجاتها.

#### 8- الدين لله والوطن للجميع
إنّ تعدد الأديان والطوائف والمذاهب الموجودة في سوريا، تعبّر عن فكر روحي وثقافي يساهم في نشر المعرفة والوعي والقيم الإنسانية المثلى في المجتمع دون أن يكون لأي من هذه الأطياف امتيازات خاصة بها موصوفة بالمرجعية القانونية للدولة، وعليه وضمن هذا السياق فلا يوجد مفهوم أقلية أو أكثرية من منظور دولة المواطنة إلا كمفهوم سياسي ديمقراطي.

### المادة الخامسة

#### أولاً – على الصعيد السياسي
أ – السياسة الداخلية:
- السيادة للشعب فهو سيّد قراره، ومن حقّه ممارسة حرياتّه الفكرية والسياسية والاجتماعية والرّوحية كما أن ّتعدّدية الأطياف السياسية وغير السياسية، والتي لها مصالح وطنيه مشروعة يؤدّي إلى المشاركة الحقيقية في صنع القرار.
- فصل السلطات الثلاث (التشريعية – التنفيذية- القضائية) مع الحفاظ على التعاون فيما بينها.
- يسعى الحزب نحو دولة ديمقراطية تعددية.
- تفعيل دور مؤسسات وزارة العدل، وضع آلية حقيقية لمعالجة قضية أمد التقاضي.
- العمل على قانون انتخابات عامة يضمن التنافسية السياسية بكل حرية.
- تحقيق حرية الإعلام لدوره الفاعل في عملية التحول الديمقراطي، والتطور السّياسي والاقتصادي والفكري والاجتماعي، وتوفير الغطاء القانوني ليكون مرادفاً حقيقيّاً للرقابة.
- حرّية التنظيم السياسي والاجتماعي والنقابي.
- إيجاد نظام ضمانات قانوني لحماية الحريّات الفردية والعامة وحقوق الإنسان.
- تعزيز فكر الانتماء لدى المغتربين السوريين في الخارج وترسيخ دورهم الفعّال في رفعة وبناء سوريا.
- يسعى الحزب إلى تطوير النظام الضريبي على أسس عادلة وتصاعدية.
- يسعى حزب سوريا الوطن إلى بناء أرضية للإعداد المعلوماتي، وتوفير مناخ مناسب للوصول إلى حكومة إلكترونية، لما تشكّله من رافد أساسي لدعم الحركة التنموية.
- العمل على وضع آلية حقيقية وفاعلة لمكافحة منظومة الفساد ومحاسبة المفسدين.
- تكريس مبدأ تكافؤ الفرص بين الأشخاص المتساوين بالمراكز القانونية.
- دعم حق المقاومة للشعب السوري لتحرير كافة الأراضي السورية المحتلة والسليبة.
- الشهادة قيمة وطنية عليا، ومنه سيعمل الحزب على كفالة ذوي الشهداء والاهتمام بهم.
- إعادة هيكلة الأجهزة الأمنية بما يخدم مصلحة المواطن والوطن، وجواز محاسبتها قضائياً كأي مؤسسة من مؤسسات الدولة.
ب – السياسة الخارجية:
- أثّرت سوريا وتأثّرت في محيطها عبر التاريخ، فربطتها به عوامل تاريخية وسياسية واقتصادية، شكّلت فيما مضى سوريا الطبيعية، ثم نشأت منطقة أوسع كان لسوريا فيها الدور الرّيادي وكانت ولا زالت قلبها النابض، أطلق عليها «الأمّة العربيّة».
يسعى الحزب إلى تعزيز مكانتها ووحدتها وقوّتها عبر إنشاء جبهة عربية موحّدة تلتزم بالقضايا القومية المشتركة لدولها.
- يبني حزب سوريا الوطن سياسته الخارجية بما يخدم المصلحة الوطنية، سياسياً واقتصادياً، ويرفض أي شكل من أشكال التدخل في الشؤون الداخلية للدول، من مبدأ احترام استقلال وسيادة كل دولة.
- الحفاظ على السّيادة الوطنية التي لا تقبل المساس بها بأيّ شكل أو ذريعة، ومجابهة أيّ تدخل خارجي في شؤوننا الداخلية.
- يؤيّد الحزب بناء التحالفات الدولية الإستراتيجية بما يضمن تحقيق المصالح الوطنية، لمواجهة الصراع الوجودي مع الكيان الصهيوني.
- إنّ فلسطين وعاصمتها القدس أرضٌ مغتصبةٌ، ومن هذا المنطلق فإنّ حزب سوريا الوطن يدعم خيار الشعب الفلسطيني في المقاومة، وعودة اللاجئين الفلسطينيين إلى أراضيهم.

#### ثانياً – على الصعيد الاجتماعي
يسعى حزب سوريا الوطن إلى تحقيق العدالة الاجتماعية والارتقاء بالمستوى المعيشي للمواطن السوري من خلال توفير الخدمات اللازمة لتحقيق ذلك، ويركّز الحزب على إيلاء التنمية الاجتماعية الأولوية في حراكه وجهوده وبرامجه، وفي هذا الجانب يعمل حزب سوريا الوطن على:
- دعم الأسرة كونها مكوّن أساسي أوّلي للمجتمع.
- إيماناً بدور المرأة في المجتمع، يرى حزب سوريا الوطن ضرورة تمكينها لتحقيق أوسع مشاركة في الحياة السياسية والاقتصادية والاجتماعية.
- الطفولة قيمة اجتماعية لها خصوصية في منظور حزب سوريا الوطن، لذا يعمل الحزب على تأمين حياة سعيدة وآمنة وخلق مناخ ملائم لنموه الجسمي، والعقلي، والنفسي، والخلقي، والاجتماعي نمواً سليماً.
- (العمل) إضافة إلى كونه واجب، فإنه حقٌ لكل مواطن، وعلى الدولة تأمين فرص العمل.
- ضمان الشيخوخة حقٌ إنساني يتوجب تحقيقه تحت مفهوم الحماية الاجتماعية، ويسعى الحزب لاستصدار قانون ضمان اجتماعي حديث يحفظ كرامة الموظّفين والعمال المتقاعدين ويضمن لهم نهاية خدمة تليق بجهدهم.
- الضمان الصحي حقّ لكل مواطن ليشمل الرعاية الطبية المجانية «التشخيصية والعلاجية والجراحية».
- تحسين واقع الخدمات الصحية وتعزيز المرافق العامة التي تشمل كافة المجالات (مستشفيات، مراكز صحية، ندوات طبية ...الخ) وبخاصة في القرى والأرياف.
- التوجّه نحو تطوير المجتمعات الريفية، بحيث لا تبقى المراكز الخدمية، والثقافية، والترفيهية حكراً على المدن الرئيسية.
- بما أنّ زيادة عدد السكان فوق المعدّلات الطبيعية، تعيق تقديم الخدمات والتنمية اللازمة، فإنّ حزب سوريا الوطن يشجع على تنظيم الأسرة بما يتلاءم وبرامج التنمية.
- تشجيع بناء مؤسّسات المجتمع المدني للإسهام في عملية التنمية الفكرية والاجتماعية والثقافية والخيرية.
- دعم الرياضة والنشاطات التطوّعية والكشفية من خلال العمل على إنشاء وزارة للشباب والرياضة.

#### ثالثاً – على الصعيد الاقتصادي
نتيجةً للتحولات الاقتصادية العالمية واضطرابها، وفي ظل بعض الظروف السياسية الخاصة التي تمرّ بها سوريا يرى حزب سوريا الوطن أنّ قضية الأمن الغذائي لم تعد شأناً اقتصاديا وزراعياً فقط، بل قضية سياسية إستراتيجية ترتبط بالأمن الوطني والإقليمي، لذا يسعى الحزب إلى الاستخدام الأمثل للموارد المحليّة المتاحة، والقضاء على كل أشكال فقد وتلف السلع الغذائية، ابتداءً بالمنتج وانتهاءً بالمستهلك، وترشيد استهلاكه في صورها كافة، وتحسين شروط التبادل التجاري لتلك السلع ومستلزمات إنتاجها، سواء أكانت تصديراً أم استيراداً، مستهدفاً بذلك توفير هذه السلع الغذائيّة بكميّات ونوعيّة كافية لمجموع السكان في مختلف مناطق تواجدهم، وبأسعار متوافقة لمستويات دخلهم بصورة مستمرة ومستديمة.
كما يؤكّد حزب سوريا الوطن على ضرورة إعادة هيكلة القطّاع العام وتطوير آليّة عمله بما يواكب التطور العالمي، وتقويته بكل ما يلزم لذلك، والعمل على تكريس مفهوم التشاركية بين القطاعين العام والخاص في بعض القطّاعات، للارتقاء بالقطّاع العام وتقديم أفضل الخدمات والمنتجات للمواطن السوري، ويرى الحزب ضرورة العمل على رسم خطوات صحيحة وبنّاءة في مجال تحسين مستوى معيشة المواطن السوري ورفع إنتاجية وقدرة الاقتصاد السوري على القيام بالخطوات التصديرية الصحيحة.
أ – الزراعة:
إنّ المناطق الزراعية الجنوبية والشرقية من سوريا تعاني من الجفاف وانخفاض معدّل سقوط الأمطار، وعدم توزّعه بشكل مناسب يؤدّي لخروج معظم الزراعات البعلية.
ومن هنا يرى حزب سوريا الوطن ضرورة:
- الاعتماد على بناء السّدود الصغيرة للاستفادة من الري الحديث، كبديل عن طريقة الرّي بالغمر.
- العمل على التوسّع في المساحات المزروعة، عن طريق استصلاح أراضٍ جديدة واعتبار التربة الزراعية نظاماً حيّاً يجب المحافظة عليه وتنميته.
- إعادة هيكلة الخطة الإنتاجية الزراعية بما يضمن الارتقاء بواقع الزراعة، وربطه بآليّات التطوّر الحديثة وتلازمه مع الصناعة.
- العمل على توفير بيئة رعوية مناسبة، ودعم مشاريع الأعلاف الحيوية المستنبتة.
- تشجيع إنشاء مراكز وأبحاث لتطوير وإنماء البيئة الزراعية.
- إقامة مصانع إنتاجية في المناطق الزّراعية لتصنيع المنتجات النباتية، والحيوانية وتأمينها بأسعار مناسبة للمواطن.
ب – الصناعة:
إنّ الصّناعة من أبرز عوامل النموّ في سوريا، وداعم أساسيّ للاقتصاد السوري، ومن الركائز الأساسيّة في تطوير وتسويق المنتجات الصناعية، وتطوير الصناعة الزراعية، ومن هنا يهدف حزب سوريا الوطن إلى:
- رفع شعار «صنع في سوريا» عالياً والترويج له، وحمايته كعلامة مسجلة.
- تشجيع التشاركية بين القطّاع العام والخاص لبناء الثقة عند المستثمر وحلّ معضلة القطاع العام الصناعي المتعثر، واقتراح آليّات عمل وفق دستور العمل الصناعي لمختلف أنواع الصناعات.
- تفعيل دور الجهات المرجعية الصناعية، والاستشارية، التي ترفد الصّناعة بطرق وآليّات حديثة.
- إطلاق مفهوم الطاولة المستديرة بين الحكومة والصناعيين، للوصول إلى قوانين تساعد بالنهوض في اقتصادنا الوطني، وإبراز صحوة صناعية اقتصادية هدفها رفع القدرة التنافسية، ودعم التصدير ومضاعفة حجمه عبر عقد اتفاقيات اقتصادية جديدة مع الدول الصديقة، وتفعيل القديمة منها.
- دعم الصناعات الثقيلة كونها رافعة أساسية للنهوض بالصناعات الوطنية على اختلاف مجالاتها.
- تطوير الصناعات (النسيجية والالكترونية والتحويلية).
- إيلاء المشاريع المتوسطة والصغيرة الاهتمام الأكبر في عملية التطوير وتقديم الدعم المادي والفني، وإعفاءها من رسوم الترخيص، والعمل على تسويق منتجاتها، لما فيها من كثافة عمالية.
ج – السياحة:
تتوافر في سوريا جميع عناصر الجذب السياحي وتتناغم هذه العناصر ما بين الماضي والحاضر، السهل والجبل، البر والبحر ( التاريخ والجغرافيا ) كما تتميّز سوريا بوفرة المزارات الروحية السياحية، وتعتبر السياحة من أهم مصادر الدخل القومي، ولو تمّ استثمار هذا المورد السياحي بالشكل الصحيح، لشكل ثروة اقتصادية حقيقية، لذا فإن حزب سوريا الوطن يهدف إلى دعم الصناعة السياحية من خلال:
- تطوير السياحة عبر إنشاء وإقامة وإدارة مشاريع مشتركة مع شركات عالمية، وخلق كوادر سياحية وطنية.
- تنظيم وتخديم الأماكن السياحية وطرق الوصول إليها، والترويج لها داخلياً وخارجياً.
- الكشف عن الأماكن السياحية المهملة، وحمايتها وتأهيلها.
- الاهتمام بالسياحة الداخلية.
- التركيز على السياحة الروحية، والترويج للأماكن الدينية المتعددة.

#### رابعاً-على الصعيد الثقافي
إنّ تراجع الحراك الثقافي والتعليمي للواقع السوري ترك فراغاً ملموساً، مما أثر سلباً على العديد من المجالات في مجتمعنا السوري العريق بما قدمه للبشرية ابتداءً من الأبجدية الأولى، مروراً بالمسرح التاريخي الشاهد على تأصّل وتجذّر الوعي والإدراك، لذا فإن حزب سوريا الوطن يسعى إلى خلق مناخ ملائم وحر لاستثمار الطاقات والإمكانيّات المتوافرة في مجتمعنا من خلال:
- إشراف الدولة على كافة مناهج التعليم (العام والخاص)، وتطوير المناهج التربوية بما يضمن الارتقاء بمستوى الطلاب إلى سويّة علميّة وفكريّة وثقافيّة مواكبة للتطوّر العالمي، والارتقاء بالكوادر والمرافق التعليمية ( التدريسية والخدمية والترفيهية) بما يحقق ذلك.
- العمل على تطوير قوانين إلزامية التعليم لتشمل المرحلة الثانوية، والتأكيد على مجّانية التعليم في كافة مراحله.
- دعم المراكز الثقافية، ورعاية الأعمال الفكرية وتشجيع البحث العلمي.
- إحياء التّراث الحضاري والتاريخي والثقافي في سوريا، وحماية الممتلكات الأثرية، والسعي لاستعادة كافّة المقتنيات والآثار السورية من متاحف العالم.
- تشجيع إنشاء مؤسّسات حكومية وغير حكومية ثقافية وفنية.